# Matt Groening
Matthew Abram Groening (født 15. februar 1954) er en amerikansk tegneserietegner og skaberen af de satiriske tegnefilmsserier The Simpsons og Futurama. Han er også skaberen af tegneserien Life in Hell.